# Rodolfo Cota
Rodolfo Cota Robles (Mazatlán, Sinaloa, México, 3 de julio de 1987) es un futbolista mexicano que juega en la posición de portero. Su actual equipo es el Club América de la Primera División de México. 

## Trayectoria

### Inicios y Club Pachuca
Inició su carrera en las fuerzas básicas del Pachuca en 1998. 
Para el torneo Apertura 2007, fue registrado como segundo portero, debutando el 21 de septiembre de 2007, ante los Tiburones Rojos de Veracruz en la derrota por 3-0. Sin embargo, debido a que el portero titular era el colombiano Miguel Calero, Rodolfo Cota fue enviado al Pachuca Juniors.
Tras la retirada de Calero en el Apertura 2011, se esperaba que Cota fuera titular. No obstante, el arquero Carlos Velázquez ocupó la titularidad en lo que restaba del torneo. Ya en los siguientes tres torneos (Clausura 2012, Apertura 2012 y Clausura 2013), Cota se convirtió en el portero titular del Pachuca.
Para el Apertura 2013, fue relegado al banco de suplentes debido a la llegada de Oscar Pérez. Por ello, solo disputó algunos minutos de juego en la Copa MX.

### Club Puebla
Al finalizar el Clausura 2014, no fue tomado en cuenta en los planes deportivos del Pachuca debido a la titularidad del “Conejo” Pérez, por lo que Cota pasó al Club Puebla en calidad de préstamo sin opción de compra.
Se convirtió en titular en el Apertura 2014 y Apertura 2015 con el Club Puebla, así como en algunos partidos de la Copa MX Clausura 2015, donde se consagró campeón.

### Club Deportivo Guadalajara
Tras salvarse del descenso con Puebla, en el Draft Apertura 2015, Chivas anunció a Cota como su segundo refuerzoen condición de préstamo, de cara al Apertura 2015, sin opción a compra.
Rodolfo Cota llegó a titular con Chivas, en la Apertura 2015 de la Copa MX, donde se consagró bicampeón de la Copa, ya que en el Clausura 2015 fue campeón con Puebla, y luego en el Apertura 2015 con Chivas. A partir de la jornada 7 del Clausura 2016, Cota volvió a ser titular con Chivas debido al bajo rendimiento de Antonio Rodríguez. El 24 de marzo de 2016, Chivas anunció negociaciones con Pachuca, aun dueño de la carta del futbolista, por la compra de los derechos federativos del jugador.
El 11 de mayo de 2016, se confirmó la renovación del préstamo de Cota por 1 año más en Chivas. El 14 de diciembre de 2016, Chivas renueva el préstamo de Cota por 6 meses más, hasta finalizar el Apertura 2017.
En diciembre de 2017, se renueva el préstamo con Chivas por 6 meses más, jugando Cota el Clausura 2018. El 16 de mayo de 2018, Chivas no ejecuta la opción de compra y regresa a Grupo Pachuca.

### Club León
El 16 de mayo de 2018, tras no validar la opción de compra de Chivas, Cota fue oficializado como el segundo refuerzo de La Fiera de cara al Apertura 2018. El 23 de mayo del 2024 fue cortado por el equipo.

### Club América
El 21 de junio de 2024 se anuncia su llegada vía préstamo al Club América.

## Selección nacional

### Sub-20
Participó con la Selección mexicana Sub-20, en la Copa Mundial Sub-20 de 2007, celebrada en Canadá, donde jugó en la victoria de México por 2 a 1 sobre Nueva Zelanda.

### Selección absoluta
| Club               | País   | PJ | Periodo         |
| ------------------ | ------ | -- | --------------- |
| Selección Mexicana | México | 8  | 2017 - Presente |

El 29 de septiembre de 2016 fue llamado por el técnico Juan Carlos Osorio, para los partidos contra Panamá y Nueva Zelanda siendo así la primera convocatoria que tuvo con la Selección Mayor.
El 26 de mayo de 2017 tomó el lugar de Jesús Corona en la Selección Nacional para la Copa Confederaciones Rusia 2017 por su temporada en Chivas.
Debutó con la Selección el 1 de junio de 2017, en la victoria 3-1 ante la Selección de Irlanda. El 8 de junio de 2017 quedó en la lista final de 23 jugadores para la Copa Confederaciones Rusia 2017.
El 27 de agosto de 2019, gracias a sus actuaciones con el León, fue convocado por Gerardo Martino para los partidos amistosos contra Estados Unidos y Argentina.

### Participaciones en selección nacional
| Copa                           | Categoría | Sede           | Resultado        |
| ------------------------------ | --------- | -------------- | ---------------- |
| Copa Mundial Sub-20 de 2007    | Sub-20    | Canadá         | Cuartos de final |
| Copa Confederaciones de 2017   | Absoluta  | Rusia          | Cuarto Lugar     |
| Liga de Naciones Concacaf 2019 | Absoluta  | Concacaf       | Subcampeón       |
| Copa Oro de 2021               | Absoluta  | Estados Unidos | Subcampeón       |
| Copa Mundial de 2022           | Absoluta  | Catar          | Primera Fase     |

## Estadísticas

### Clubes
Actualizado el 4 de mayo de 2025.
| C. F. Pachuca · México                | 1.ª           | 2007-08       | 5   | 3   | ―  | ―  | 0  | 0  | 5   | 3   |
| C. F. Pachuca · México                | 1.ª           | 2008-09       | 1   | 0   | ―  | ―  | 0  | 0  | 1   | 0   |
| C. F. Pachuca · México                | 1.ª           | 2009-10       | 4   | 7   | ―  | ―  | 5  | 6  | 9   | 13  |
| C. F. Pachuca · México                | 1.ª           | 2010-11       | 8   | 9   | ―  | ―  | ―  | ―  | 8   | 9   |
| C. F. Pachuca · México                | 1.ª           | 2011-12       | 21  | 26  | ―  | ―  | ―  | ―  | 21  | 26  |
| C. F. Pachuca · México                | 1.ª           | 2012-13       | 34  | 45  | 0  | 0  | ―  | ―  | 34  | 45  |
| C. F. Pachuca · México                | 1.ª           | 2013-14       | 1   | 0   | 14 | 18 | ―  | ―  | 15  | 18  |
| C. F. Pachuca · México                | Total club    | Total club    | 74  | 90  | 14 | 18 | 5  | 6  | 93  | 114 |
| C. Puebla · México                    | 1.ª           | 2014-15       | 31  | 36  | 1  | 3  | ―  | ―  | 32  | 39  |
| C. Puebla · México                    | Total club    | Total club    | 31  | 36  | 1  | 3  | 0  | 0  | 32  | 39  |
| C. D. Guadalajara · México            | 1.ª           | 2015-16       | 15  | 12  | 11 | 5  | ―  | ―  | 26  | 17  |
| C. D. Guadalajara · México            | 1.ª           | 2016-17       | 42  | 43  | 1  | 0  | ―  | ―  | 43  | 43  |
| C. D. Guadalajara · México            | 1.ª           | 2017-18       | 31  | 43  | 1  | 1  | 7  | 3  | 39  | 47  |
| C. D. Guadalajara · México            | Total club    | Total club    | 88  | 98  | 13 | 6  | 7  | 3  | 108 | 107 |
| C. León · México                      | 1.ª           | 2018-19       | 36  | 36  | 0  | 0  | ―  | ―  | 36  | 36  |
| C. León · México                      | 1.ª           | 2019-20       | 28  | 39  | ―  | ―  | 2  | 3  | 30  | 42  |
| C. León · México                      | 1.ª           | 2020-21       | 36  | 37  | ―  | ―  | 5  | 6  | 41  | 43  |
| C. León · México                      | 1.ª           | 2021-22       | 37  | 38  | ―  | ―  | 4  | 4  | 41  | 42  |
| C. León · México                      | 1.ª           | 2022-23       | 36  | 46  | ―  | ―  | 8  | 6  | 44  | 52  |
| C. León · México                      | 1.ª           | 2023-24       | 28  | 45  | ―  | ―  | 4  | 5  | 32  | 50  |
| C. León · México                      | Total club    | Total club    | 201 | 241 | 0  | 0  | 23 | 24 | 222 | 274 |
| C. América · México                   | 1.ª           | 2024-25       | 5   | 3   | —  | —  | —  | —  | 5   | 3   |
| Total carrera                         | Total carrera | Total carrera | 400 | 468 | 28 | 27 | 35 | 33 | 462 | 528 |
| (1) Hace referencia a goles encajados |               |               |     |     |    |    |    |    |     |     |

## Palmarés

### Campeonatos nacionales
| Título                  | Club        | País   | Año  |
| ----------------------- | ----------- | ------ | ---- |
| Copa MX                 | Puebla      | México | 2015 |
| Copa MX                 | Guadalajara | México | 2015 |
| Supercopa MX            | Guadalajara | México | 2016 |
| Copa MX                 | Guadalajara | México | 2017 |
| Liga MX                 | Guadalajara | México | 2017 |
| Liga MX                 | León        | México | 2020 |
| Supercopa de la Liga MX | América     | México | 2024 |
| Liga MX                 | América     | México | 2024 |

### Copas internacionales
| Título                           | Club        | Sede            | Año  |
| -------------------------------- | ----------- | --------------- | ---- |
| Copa de Campeones de la Concacaf | Pachuca     | Pachuca de Soto | 2007 |
| Copa de Campeones de la Concacaf | Pachuca     | Pachuca de Soto | 2008 |
| Copa de Campeones de la Concacaf | Pachuca     | Pachuca de Soto | 2010 |
| Copa de Campeones de la Concacaf | Guadalajara | Guadalajara     | 2018 |
| Copa de Campeones de la Concacaf | León        | Los Ángeles     | 2023 |

### Distinciones individuales
| Distinción                                     | Año  |
| ---------------------------------------------- | ---- |
| Once Ideal de la Liga MX                       | 2017 |
| Mejor portero de la Liga MX                    | 2017 |
| Guante de Oro de la Liga de Campeones Concacaf | 2018 |